# Славянский (Краснодарский край)
Славянский — хутор в Мостовском районе Краснодарского края.
Входит в состав Унароковского сельского поселения.

## Население
| 2002 | 2010 |
| ---- | ---- |
| 850  | ↘735 |

- ул. Борисова,
- ул. Дубовая,
- ул. К. Дозор,
- ул. Кизиловая,
- ул. Кислая,
- ул. Молодёжная,
- ул. Славянская,
- ул. Труфманова.